# Sic 'Em, Sam
Sic 'Em, Sam è un cortometraggio del 1918 diretto da Albert Parker, prodotto dalla Paramout per Liberty Loan Committee, il comitato che coordinava le campagne di vendita del Buoni del Tesoro, in sostegno alla guerra che si combatteva il Europa.

## Produzione
Il film fu prodotto dalla Paramount Pictures (con il nome Paramount Famous Lasky Corporation) e dal Liberty Loan Committee.

## Distribuzione
Distribuito dalla Paramount Pictures, il film uscì nelle sale cinematografiche USA il 14 settembre 1918.